# Rudolf Antonín Dvorský
Rudolf Antonín Dvorský, vlastním jménem Rudolf Antonín, (uměleckým jménem R. A. Dvorský) (24. března 1899 Dvůr Králové nad Labem – 2. srpna 1966 Praha) byl český hudební skladatel, kapelník, klavírista, zpěvák, herec a nakladatel. Se svým orchestrem Melody Boys patří k průkopníkům moderní taneční hudby v Československu.

## Život

### Mládí
Narodil se ve Dvoře Králové nad Labem v roce 1899, odtud jeho pseudonym Dvorský. Zde také absolvoval obchodní školu. Válečná léta prožil ve Dvoře, kvůli chabému zdraví byl zproštěn vojenské služby. Pracoval jako účetní v zámeckém pivovaru v Žirči. Práce v kanceláři ho nebavila a chtěl se věnovat hudební kariéře. Od dětství měl rád hudbu, učil se hrát na housle a klavír, zpíval. V šestnácti letech napsal své první skladby. Založil vlastní kabaretní soubor, působil v ochotnickém spolku. Na podzim roku 1918 se seznámil s Jiřím Červeným, vedoucím kabaretu Červená sedma.
V roce 1919 odešel do Prahy a pracoval jako redaktor v hudebním nakladatelství Josef Springer. Souběžně vystupoval v kabaretu Červená sedma a pravidelně hrával na klavír v různých tanečních orchestrech. Také komponoval a jeho skladby měly úspěch doma i v zahraničí. 26. dubna 1920 v Praze na Vinohradech se civilně oženil se svou láskou ze Dvora Králové, o sedm let starší Marií Svobodovou (1892), v roce 1952 se rozvedl. V dubnu 1923 se jim narodil syn Miroslav.
V roce 1923 se stal kapelníkem pětičlenného orchestru a rozhodl se odejít ze zaměstnání. Od roku 1924 měl vlastní hudební pořad v Československém rozhlasu, kde hrál na klavír a zpíval s doprovodem houslisty Františka Cinka a D. Alexe na banjo. V letech 1925–1929 působil v souboru Melody Makers, který hrál ve složení R. A. Dvorský klavír, František Cink housle a tenorsaxofon, Jindřich Kocina altsaxofon, klarinet a housle, William Tatoon (Američan černé pleti) bicí. S orchestrem vystupoval v nočních podnicích Esprit, Cascade, Chapeau Rouge a přes léto hrál v lázeňských městech. Po úspěšném účinkování v Adlon klubu v Kodani se soubor rozešel.

### Melody Boys

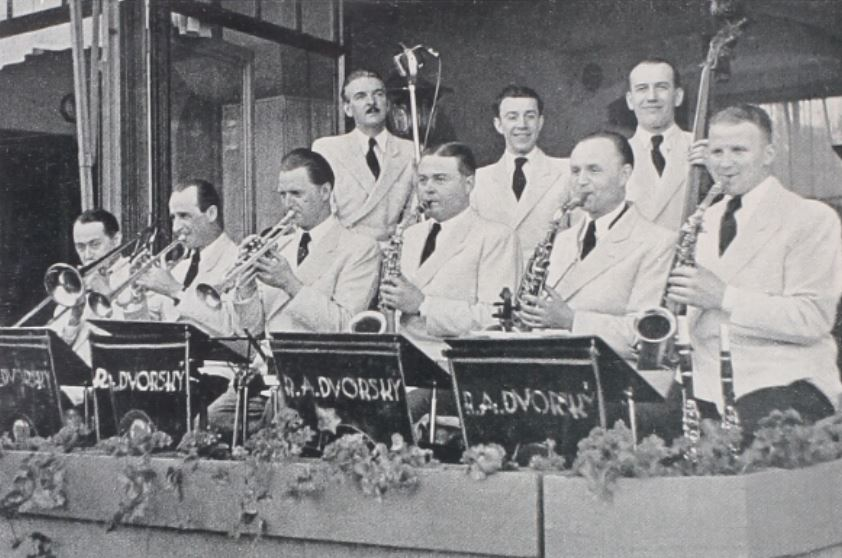
R. A. Dvorský s orchestrem (stojící vlevo, 1939)

V sezóně 1929 působil Dvorský v populárním berlínském jazzbandu Sama Baskiniho (Sam Baskini und seine Jazzsymphoniker), s nímž v následujícím roce 1930 nahrál v Berlíně i několik gramofonových desek pro německý i československý trh. V roce 1929 pak založil vlastní orchestr Melody Boys, který existoval do roku 1945. Orchestr měl velmi široký záběr, většina jeho členů ovládala několik hudebních nástrojů. Během chvíle se tedy saxofonová sekce proměnila ve smyčce. V původním pětičlenném obsazení hráli kromě Dvorského Karel Vacek, Bohumil Klemr, Jindřich Kocina a Ferry Friedl, kteří dohromady ovládali dvacet nástrojů a také vícehlasně zpívali.
V repertoáru orchestru se nacházely lidové písně, tanga, swing i jazz, převážně od českých autorů. R. A. Dvorský dokázal dobře vycítit vkus publika. S orchestrem spolupracovali např. zpěváci Inka Zemánková, Zdena Vincíková, Jiřina Salačová nebo Arnošt Kavka a populární Sestry Allanovy. Kromě angažmá v pražských nočních klubech (Esplanade, Lucerna bar) nahrával gramofonové desky u českých firem Esta a Ultraphon a vystupoval v rozhlase. Přímé přenosy z vystoupení orchestru v Karlových Varech nebo na Barrandovských terasách byly pravidelně vysílány Československým rozhlasem a získaly obrovskou popularitu po celé zemi i v zahraničí. Jedním z největších hitů se stala Vackova Cikánka. V dubnu 1933 Vacek ze souboru odešel a Dvorský angažoval multiinstrumentalistu a skladatele Václava Bláhu.On sám se jako skladatel odmlčel, aby se mohl plně věnovat orchestru a později i nakladatelství.
Orchestr Melody Boys pod řízením R. A. Dvorského také nahrával filmovou hudbu a v řadě filmů přímo vystupoval (Kristián, Muži v ofsajdu, Za tichých nocí aj.).
V roce 1936 Dvorský rozšířil svůj orchestr na dvanáct hráčů, u klavíru seděl Jiří Traxler. Dvorský většinou jen dirigoval a zpíval. V letech 1940 a 1941 uspořádal dvě velká koncertní turné po českých a moravských městech, která zaznamenala u posluchačů mimořádný úspěch.
V roce 1942 se u Dvorského projevily zdravotní potíže, byl krátce hospitalizován s podezřením na počínající TBC. R. A. Dvorský naposledy dirigoval Melody Boys v polovině roku 1944. Na zájezdu orchestru po průmyslových podnicích se při jednom z koncertů pořádaných v továrních halách nachladil a dostal těžký zápal plic, který vyvolal recidivu TBC. Byl hospitalizován a léčení trvalo až do února 1946. Následoval půlroční pobyt v sanatoriu v Novém Smokovci. Dvorský v dubnu 1945 svůj orchestr oficiálně rozpustil, už v říjnu 1944 mu pražský magistrát zrušil kapelnickou živnost.

### Podnikatel

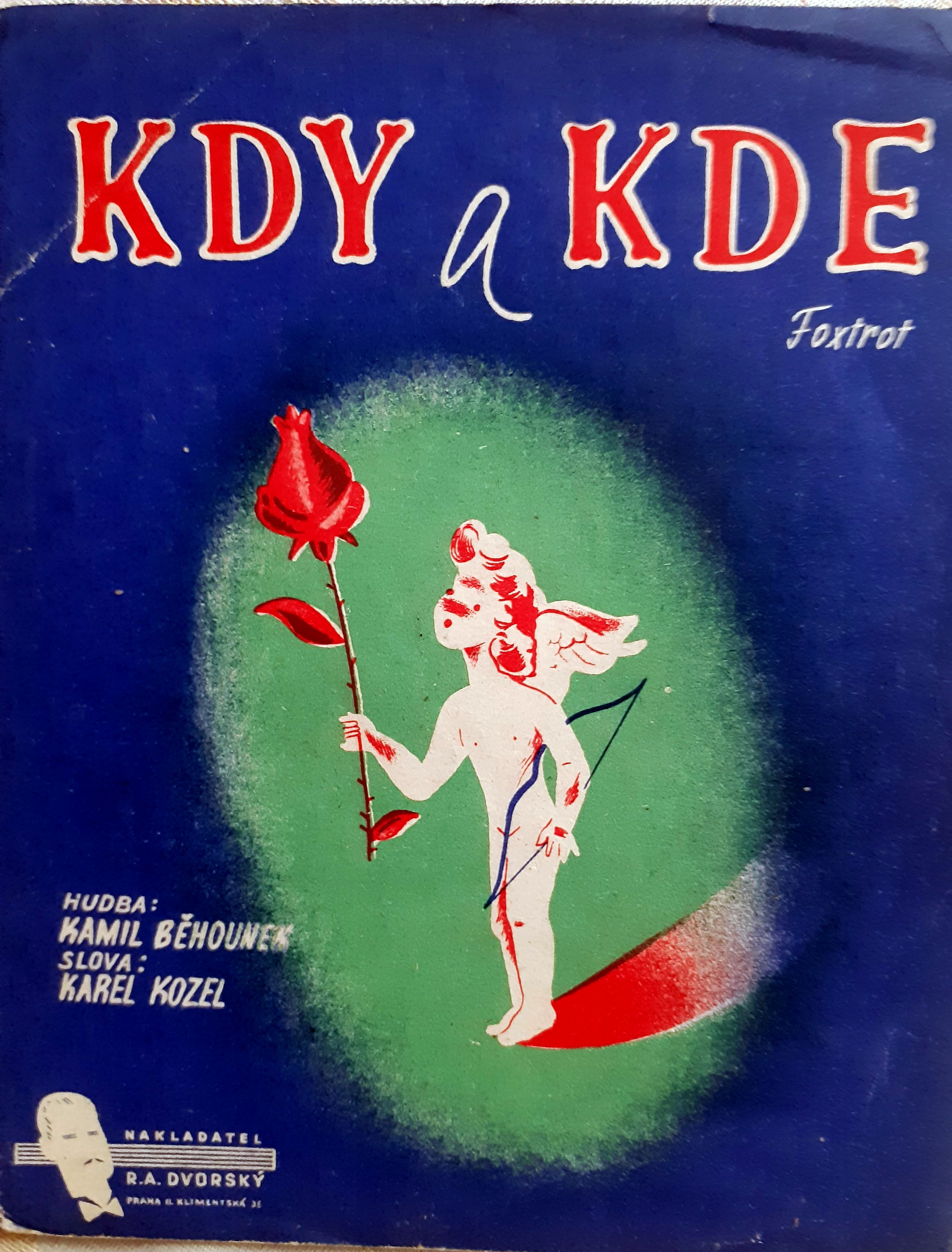
Notový záznam a text foxtrotu Kdy a kde (titulní strana) vydaný Nakladatelstvím R. A. Dvorský (logo v levém rohu)

R. A. Dvorský byl v předválečných letech také úspěšným podnikatelem v hudebním průmyslu. Od roku 1933 vlastnil významný podíl akcií gramofonové společnosti Ultraphon a byl členem správní rady.
V roce 1936 založil vlastní hudební nakladatelství. Soustředil se na vydávání moderní taneční hudby. V roce 1939 uzavřel nakladatelskou smlouvu s představiteli swingové hudby Jiřím Traxlerem a Kamilem Běhounkem. Vydával také texty a skladby z her Osvobozeného divadla.
Po druhé světové válce a své dlouhé nemoci se znovu věnoval svému nakladatelství a dostal ho na špičkovou úroveň. Uzavřel dlouhodobou smlouvu s americkým nakladatelstvím Mills Music Inc. v New Yorku. Těžkou ránou byla nečekaná smrt jeho syna Miroslava v roce 1947, který měl nakladatelství převzít. V roce 1949 bylo nakladatelství znárodněno a převzalo jej nakladatelství Orbis. Dvorský dostal zaměstnání v redakci Hudební matice. Od roku 1952 pracoval jako referent ve Státním nakladatelství hudby a umění.
R. A. Dvorský přišel o vše, na čem třicet let úspěšně pracoval. Smrt syna navíc znamenala definitivní konec manželství, které již dlouho bylo udržováno jen formálně.

### Vězení
S přítelem Pavlem Johnem, radiotelegrafistou Československých Aerolinií, začal krátce po komunistickém převratu zvažovat odchod do zahraničí. Plán útěku počítal s únosem dopravního letounu při zkušebním letu, přistáním na louce u obce Dřevčice, kde se k pilotům měl připojit zbytek skupiny. První pokus v létě 1950 se pro poruchu letadla nezdařil, při druhém pokusu o týden později odletělo letadlo přímo do Anglie a k setkání s druhou částí skupiny nedošlo.
Podle vzpomínek jeho spoluvězně R. A. Dvorský uváděl, že od záměru opustit republiku upustil, ale byl zatčen na základě udání.. Je ovšem pravděpodobné, že jeho zatčení proběhlo na základě informací získaných konfidentem, nasazeným do cely jiného člena skupiny, generála Viléma Stanovského, zatčeného při jiném pokusu o překročení státní hranice.

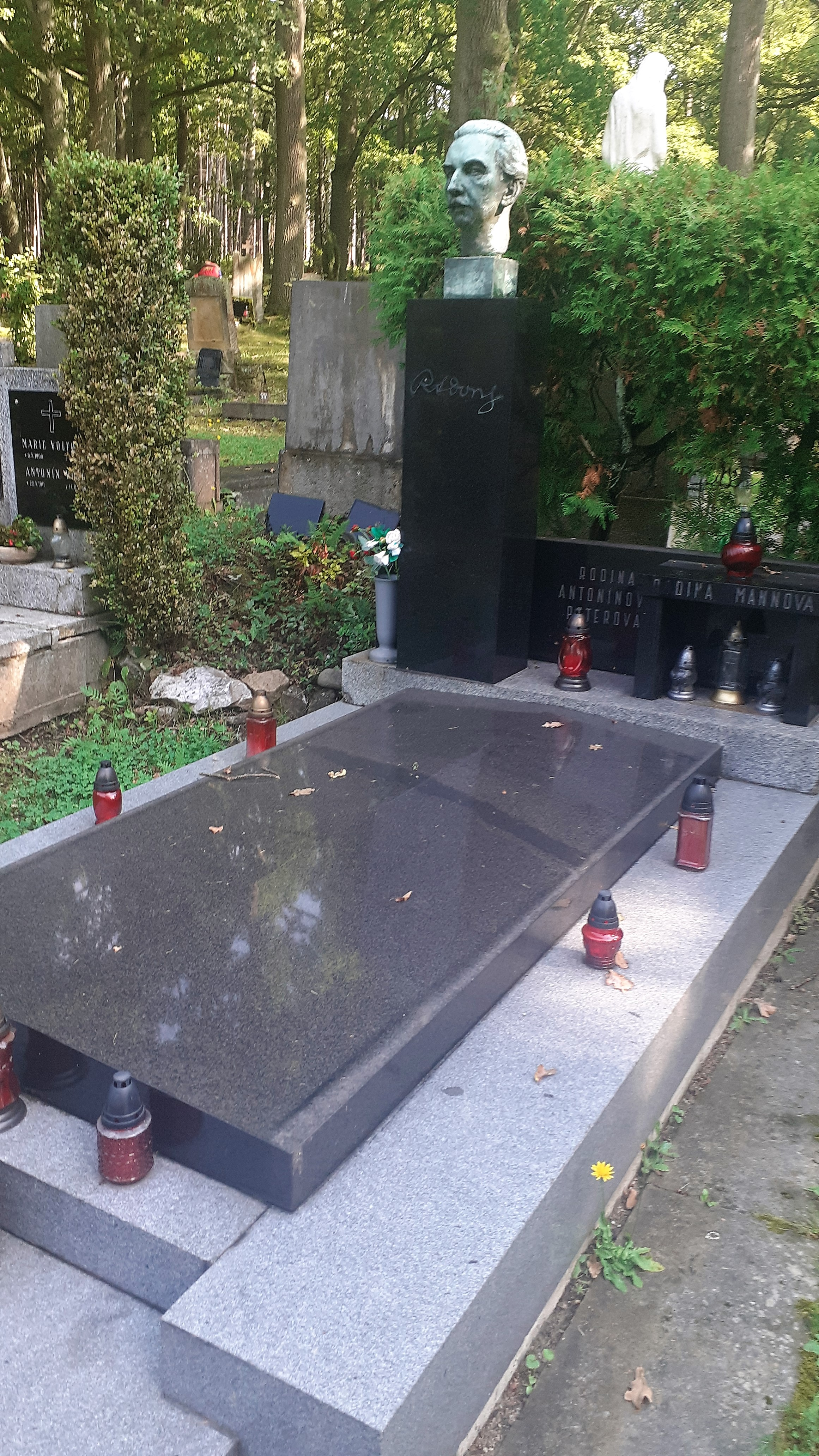
Hrob R. A. Dvorského a jeho rodiny

Zatčen byl 16. září 1953 a na jaře roku 1954 byl obviněn z vlastizrady, odsouzen byl na pět let odnětí svobody. Odvolal se k Nejvyššímu soudu, který jeho odvolání zamítl, ale s přihlédnutím k jeho zdravotnímu stavu snížil trest na tři a půl roku odnětí svobody. Ve vazbě a věznicích (Bartolomějská, Pankrác, ÚNZ Dolní Ročov, Bory) odpykal přibližně polovinu trestu. Propuštěn na svobodu byl 10. května 1956.
Rozsudky pro všechny odsouzené členy skupiny byly soudem zrušeny 2. října 1968.

### Šedesátá léta
Po propuštění z vězení a léčení se opět věnoval skládání. Koncem roku 1956 mu na základě žádosti bylo prezidentskou kanceláří povoleno vykonávat estrádní činnost. Společně s Hanou Vítovou, Jaroslavem Vojtou, Janem Pixou a Otto Kinským vystupoval v pásmu Utíká to, utíká. Občas vystupoval v rozhlase a televizi. V letech 1964 a 1965 moderoval v rozhlase svůj pořad o historii Melody Boys a meziválečné taneční hudby s názvem Jen se s písničkou smát.
V roce 1959 se jeho píseň Ráno a večer umístila na třetím místě v tehdy populární soutěži Hledáme písničku pro všední den. Píseň Jipi-jou se později umístila na prvním místě v soutěži Písničky na zítra. Píseň Pohádka o konvalinkách se v roce 1967 stala nejprodávanějším gramohitem.
V roce 1964 se oženil s Annou Johnovou, svou dlouholetou spolupracovnicí, která se obětavě starala o jeho domácnost a pomáhala mu v obtížné životní situaci. R. A. Dvorský zemřel 2. srpna 1966, urna s jeho popelem je uložena na lesním hřbitově ve Dvoře Králové.

## Ocenění a připomínky
V roce 1999 byl na návrh městské rady jmenován čestným občanem města Dvůr Králové nad Labem. Ke svému rodnému městu měl vřelý vztah, o čemž svědčí i zvolený umělecký pseudonym Dvorský. Městské kulturní zařízení Hankův dům pořádá na jeho počest od roku 1994 vždy ve druhé polovině března swingový a jazzový festival Dny R. A. Dvorského. 

## Filmografie

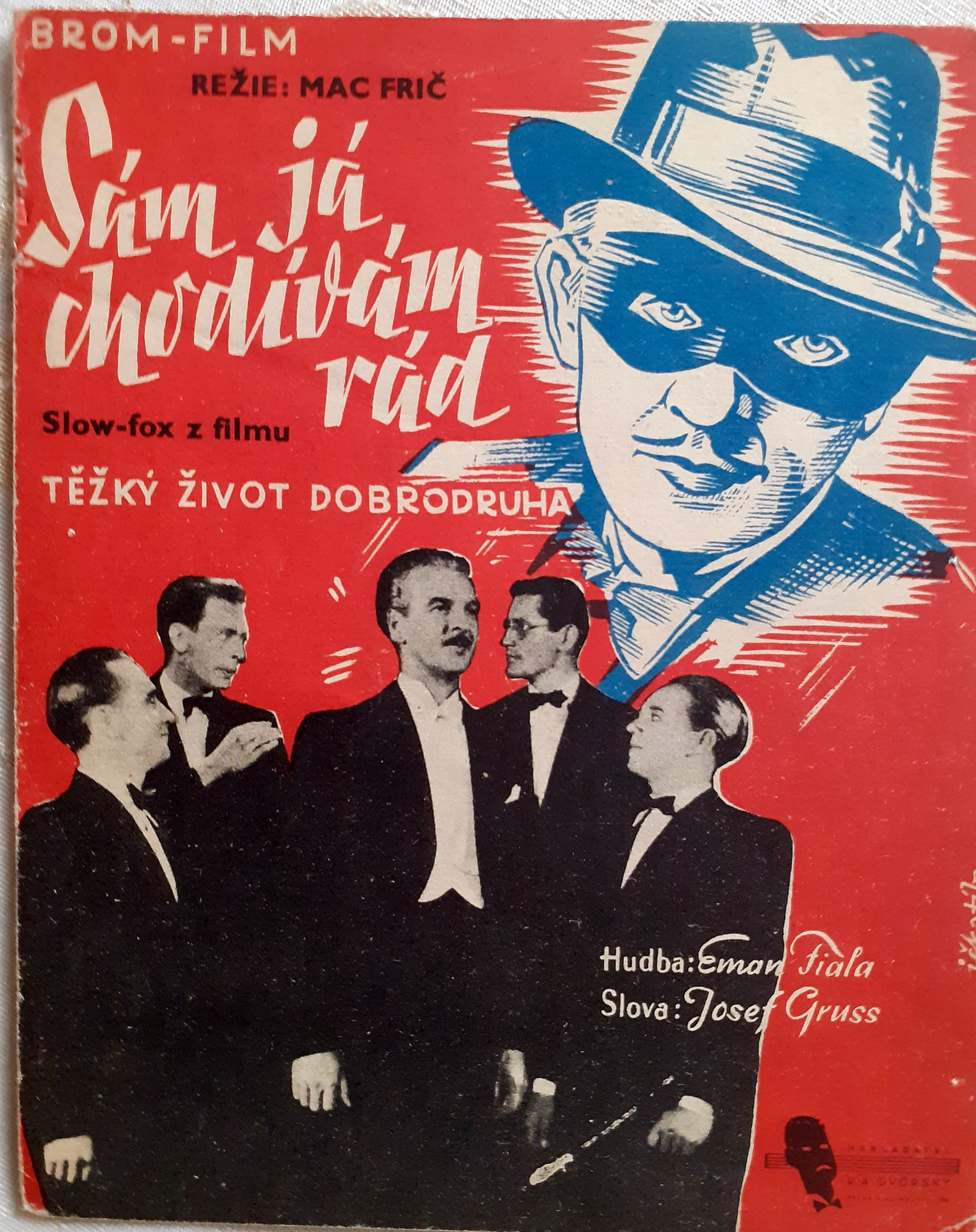
Notový záznam a text písně Sám já chodívám rád z filmu Těžký život dobrodruha (titulní strana) – vydáno Nakladatelstvím R.A.Dvorský

Podílel se na sedmdesáti filmech. Skládal filmovou hudbu a v mnoha filmech si také zahrál. Byl pohledný a měl elegantní zjev, ale nedisponoval velkým hereckým talentem, což sám sebekriticky uznával. Ve filmech častěji vystupoval jako zpěvák a kapelník se svým orchestrem.
- 1964 Půjčovna talentů, role neurčena
- 1942 Za tichých nocí, dirigent
- 1941 Těžký život dobrodruha, zpěvák
- 1940 Madla zpívá Evropě, don Manuel
- 1939 Srdce v celofánu, zpěvák v operetě
- 1939 Kristián, dirigent a zpěvák
- 1939 U pokladny stál..., zpěvák
- 1939 Lízino štěstí, MUDr. Pařík
- 1939 Umlčené rty, nakladatel
- 1938 Malí velcí podvodníci, dr. Pařík
- 1937 Krb bez ohně, Vilém Kristen
- 1936 Manželství na úvěr, dirigent
- 1936 Tři muži ve sněhu, dirigent
- 1936 Světlo jeho očí, dirigent
- 1935 Pan otec Karafiát, se svým orchestrem Melody-boys
- 1935 Cácorka, zpěvák v baru
- 1935 Barbora řádí, zpěvák – zpívá píseň Má krásná seňorito
- 1935 Jedna z milionu, hudebník
- 1934 V cizím revíru, dirigent v hotelu Richmond
- 1933 Revisor, sebe
- 1932 Kantor Ideál, kapelník
- 1931 Dobrý voják Švejk, důstojník u karet
- 1931 Muži v offsidu, zpěvák
- 1931 Ze soboty na neděli, Pavel, Ervínův přítel
- 1931 On a jeho sestra, zpívající listonoš

## Diskografie
(výběr z diskografie)
- 1957 Vzpomínka na Miláno – R. A. Dvorský/A housle hrály – Rudolf Cortés – Supraphon, SP
- 1986 Jen se s písničkou smát – Supraphon (písně z let 1938–1944)
- 1996 20x R. A. Dvorský & Melody Boys – Supraphon (SU 5127-2 301)
- 2003 Vzpomínky – FR centrum
- 2004 Vzpomínky 2 – FR centrum
- 2005 Vzpomínky 3 – FR centrum
- 2006 Vzpomínky 4 – FR centrum
- 2006 Rio Rita – FR centrum (2CD)

## Kompilace
- 1981 Perličky stříbrného plátna – Panton
- 1986 Jen se s písničkou smát – Supraphon
- 1999 Český hit století 2 – Radioservis – 07. Hezká vzpomínka/12.Cikánka
- 2000 Cikánka – To nejlepší z Karla Vacka – Supraphon
- 2002 Písničky českých filmů – originální nahrávky z českých filmů 30/40 let – Fermata
- 2004 Mé srdce je jazzband – Dol Daubner – ŽMP – Ukolébavka – R. A. Dvorský a Hana Vítová
- 2005 Půlnoční swing 1939–1945 – FR centrum – R. A. Dvorský a Sestry Allanovy – Peter, Peter.../Von Mir Aus Kann's Regnen/Wer Verliebt Ist, Braucht Musik
- 2006 Bugatti step – Jaroslav Ježek – Radioservis  – 9.Slovník lásky/22.Pra, Pra Prabába mé prabáby

## Seznam písní
- viz Seznam písní R. A. Dvorského